# Catharsis (literatuur)
Catharsis (Grieks: κάθαρσις kátharsis) is een term uit de narratologie die  "emotionele zuivering" betekent. Het beschrijft het effect van het opwekken van krachtige emoties zoals verdriet, angst, medelijden, of zelfs gelach bij de toeschouwer, die vervolgens een zuivering van diezelfde gevoelens ondergaat. De Griekse filosoof Aristoteles was de eerste die de louterende werking van catharsis beschreef in zijn werken Poetica en Politika, specifiek in de tragedie.
Aristoteles geloofde dat catharsis mogelijk was door het geloof in lichaam en geest. Dit volgens het prototype van de Griekse mens: zij geloofden in het principe van 'een gezonde geest in een gezond lichaam'. In het theater komen geest en lichaam samen wat het dus mogelijk maakt om tot catharsis te komen, samen met de ontvankelijkheid van de toeschouwer. 
De schadelijkste en centrale emoties die moeten worden aangesproken zijn eleos (ἔλεος) en phobos (φόβος). Eleos is het medelijden. Voor een Griek is het zien lijden (mentaal en fysiek) het ergste wat er is. Phobos is een overweldigende angst waarmee de toeschouwer moet overspoeld worden.
De betekenis van 'reiniging' vindt men behalve in de dramaturgie ook terug in de geneeskunde en in de psychologie.